# Линдберг, Йонас
Йонас Линдберг (дат. Jonas Lindberg, род. 12 октября 1997, Гаммель-Рюэ, Центральная Ютландия) — датский профессиональный велогонщик, входящий в состав сборной Дании по маунтинбайку.

## Карьера
Помимо медалей в маунтинбайке, в 2018 году Йонас Линдберг стал чемпионом Дании по велокроссу (U23), а на чемпионатах Дании 2020 и 2021 годов завоевал серебро в элитной категории.
Он завоевал бронзовую медаль на чемпионате Европы по маунтинбайку 2018 года в командной эстафете.

### Достижения

#### Маунтинбайк
2014
2-й на Чемпионате Дании среди юниоров
2015
8-й на Чемпионате мира среди юниоров
3-й на SRAMLiga + UCI Junior Series XCO
2-й на Чемпионате Дании среди юниоров
2016
5-й на Чемпионате Дании
6-й на Hellas — Salamina Island MTB XCO
SRAMLiga:
6-й в Хольте
2-й в Варде
3-й в Нестведе
1-й в Хаммеле
2017
5-й на Чемпионате Дании
10-й на Goldtrophy Sabine Spitz — Int. MTB Bundesliga + UCI Junior Series XCO
SRAMLiga:
7-й в Копенгагене
10-й в Варде
5-й в Силькеборге
5-й в Вайле
3-й в Копенгагене
2018
4-й на Чемпионате Дании
3-й на Чемпионате Европы, XCR
2-й на Kolding Race Day’s powered by SRAM
Кубок мира, U23:
9-й в Стелленбосе
3-й в Альбштадте
6-й на 5-м этапе MTBliga
5-й на Чемпионате мира среди юниоров, U23
Кубок Америки:
5-й на Bonelli Park XCO + UCI Junior Series XCO
6-й на Fontana City National + UCI Junior Series XCO
2019
5-й на Чемпионате Дании
Кубок мира, U23:
10-й в Нове-Место-на-Мораве
6-й в Альбштадте
6-й в Лес-Гетс
3-й на Momentum Health Tankwa Trek presented by Biogen
3-й на 1-м этапе MTBliga
2-й на Race Days Vejle powered by SRAM
Rye bike festival / Rye terrengsykkelfestival
7-й на SA XCO Cup Series + UCI Junior Series XCO — Saturday
2021
7-й на 2-м этапе Internazionali d’Italia Series — Legend Cup XCO
3-й на Чемпионате Дании
Fullgaz Race powered by Ghost int. MTB Bundesliga:
7-й на XCC
9-й на XCO
1-й этап MTB liga
10-й на Rye bike festival / Rye terrengsykkelfestival — XCO + Rye Junior event XCO
Shimano MTB Liga — Powered by Allbike:
2-й на 5-м этапе
4-й этап
2022
Чемпионат Дании:
 XCM
 XCC
3-й на XCO
Shimano MTB Liga:
2-й в Роскилле
Этап в Рандерс
Этап в Варде
8-й на Чемпионате мира, XCC
2023
Чемпионат Дании:
7-й на XCC
3-й на XCO

#### Велокросс
2014
4-й на Чемпионате Дании, U19
2015
5-й на Чемпионате Дании, U19
2016
3-й на Чемпионате Дании, U23
2017
6-й на Чемпионате Дании, U23
32-й на Кубке мира, U23
2018
 Чемпионат Дании, U23
2019
2-й на Чемпионате Дании, U23
2020
2-й на Чемпионате Дании
2021
2-й на Чемпионате Дании
25-й на Чемпионате мира

#### Гравий
2023
2-й на Gravel One Fifty
14-й на Gravel Grit n Grind
2024
2-й на Gravel Challenge Blaavands

#### Шоссе
2022
20-й на Tour de Charlottenlund
2024
9-й на Fredericia
15-й на Deloitte løbet — Kolding BC
29-й на GP Herning
46-й на Туре Фюна